# كاظم خاني سفلي (مقاطعة غيلانغرب)
كاظم‌خاني سفلي (بالفارسية: کاظم‌خانی سفلی) هي قرية تقع في قسم حيدريه الريفي في إيران. يقدر عدد سكانها بـ 277 نسمة .